# Novoborovîți, Sverdlovsk
Novoborovîți (în ucraineană Новоборовиці) este localitatea de reședință a comunei Novoborovîți din raionul Sverdlovsk, regiunea Luhansk, Ucraina.

## Demografie
Componența lingvistică a localității Novoborovîți
     Ucraineană (70,83%)
     Rusă (28,55%)
     Alte limbi (0,62%)
Conform recensământului din 2001, majoritatea populației localității Novoborovîți era vorbitoare de ucraineană (70,83%), existând în minoritate și vorbitori de rusă (28,55%).